# Pineta di Camigliatello
Pineta di Camigliatello este o arie protejată (arie specială de conservare — SAC, sit de importanță comunitară — SCI) din Italia întinsă pe o suprafață de 72 ha, integral pe uscat.

## Localizare
Centrul sitului Pineta di Camigliatello este situat la coordonatele 39°20′01″N 16°26′24″E / 39.333611°N 16.44°E.

## Înființare
Situl Pineta di Camigliatello a fost declarat sit de importanță comunitară în septembrie 1995 pentru a proteja 2 specii de animale. Situl a fost protejat și ca arie specială de conservare în aprilie 2016.

## Biodiversitate
Situată în ecoregiunea mediteraneană, aria protejată conține 3 habitate naturale: Păduri de pin (sub-) mediteraneene cu pini negri endemici, Lande oro-mediteraneene cu formațiuni endemice de grozamă, Păduri de fag din Apenini cu Taxus și Ilex.
La baza desemnării sitului se află mai multe specii protejate de  mamifere (2): liliac cârn (Barbastella barbastellus), lupul (Canis lupus)
Pe lângă speciile protejate, pe teritoriul sitului au mai fost identificate 6 specii de plante, 1 specie de amfibieni, 8 specii de mamifere, 8 specii de nevertebrate.